# موقوفه ملی هنرها

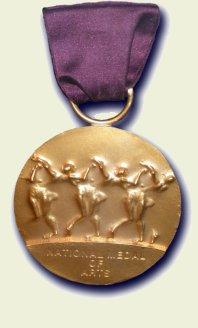
مدال این سازمان

موقوفه ملی هنرها از سازمان‌های مستقل حکومت فدرال ایالات متحده آمریکا است که برای پروژه‌هایی که ممتازی هنری نشان دهند، حمایت و بودجه فراهم می‌آورد. این سازمان با یکی از لوایح کنگره ایالات متحده آمریکا در سال ۱۹۶۵ تأسیس شد. در مارس ۲۰۱۷ طرحی از سوی حذف تمامی بودجه فدرال برای این برنامه از سوی دولت ترامپ پیشنهاد شد.
گفته آنها:
یک کشور عالی، مستحق هنری عالی است
یک شعار ملی در آمریکا بوده‌است.
بودجه این سازمان در سال ۲۰۰۹ میلادی، یکصدوپنجاه و پنج میلیون دلار بود.